# Taxisofőr (film, 2017)
A Taxisofőr   (hangul: 택시운전사, Theksi undzsonsza, handzsa: 택시運轉士, RR: Taeksi Unjeonsa) 2017-es dél-koreai történelmi akció-drámafilm. Jang Hoon rendezte Szong Gangho (Song Kang-ho) és Thomas Kretschmann főszereplésével. A film középpontjában egy szöuli taxisofőr áll, aki véletlenül az 1980-as Gwangju Demokratizációs Mozgalom résztvevőjévé válik.
A filmet 2017. augusztus 2-án mutatták be Dél-Koreában. Ezt a filmet nevezte Dél-Korea a 2018-as, 90. Oscar-gálára a legjobb idegen nyelvű film kategóriában, de nem jelölték. A második legnagyobb bevételt hozó film volt 2017-ben.

## Cselekmény
|  | Alább a cselekmény részletei következnek! |

1980-ban játszódik a film. Kim Man-seob egy megözvegyült apa, aki taxisofőrként dolgozik Szöulban. Gyakran szidja a főbérlőasszony, mert nem fizeti időben a bérleti díjat. Egy nap meghallja, hogy egy másik taxisofőr egy külföldi ügyfélről beszél, aki lefoglalt egy utat 100 000 wonért. Az ügyfél azt tervezi, Gwangjuba utazik egy napra, majd visszatér Szöulba, a kijárási tilalom előtt. Man-seob elrohan, hogy ellopja az ügyfelet.
Az ügyfél Jürgen Peter "Hinzpeter" német újságíró, aki egy riportot szeretne készíteni a növekvő polgári zavargásokról Gwangjuban. A katonai közigazgatásnak, és a szigorú cenzúrának köszönhetően a külföldi riporterek nem léphetnek be az országba. Peter misszionáriusnak adja ki magát, hogy beléphessen Dél-Koreába. Man-seob használja csekély angol nyelvtudását (amit még akkor tanult, míg Szaúd-Arábia élt), hogy Peter vele menjen Gwangjuba.
A két férfi rájön, hogy az összes út, ami Gwangjuba vezet, le van zárva, illetve katonák őrzik. Man-seob megpróbálja meggyőzni Petert, hogy térjenek vissza Szöulba, de Peter addig nem hajlandó kifizetni a 100 000 wont, míg el nem érik Gwangjut. Sikerül bejutniuk a városba, miután azt hazudták, hogy Peter egy üzletember. 
Gwangjuban a boltok zárva vannak, az utcák kihaltak. Man-seob nem veszi komolyan a város helyzetének súlyosságát, mivel elhiszi azt, amit a médiában hallottː a zavargások hátterében lázadó diákok állnak. Peter elkezdi kamerázni a megfigyeléseit, amikor a két férfi találkozik egy csapat főiskolás diákkal, akik egy teherautón utaznak. A csoport vezetője, Yong-pyo, meghívja Petert a fedélzetre, és Man-seobot arra utasítja, hogy kövesse őket a taxival. Összebarátkoznak egy angolul beszélő diákkal, Jae-sik-kel is. Man-seob vállalja, hogy követi őket, de hamar úgy dönt, hogy visszafordul, mert attól fél, hogy a taxinak baja lesz a zavargások következtében. Ahogy elhajt, megsajnál egy öreg nőt, aki a fiát keresi, és elviszi a helyi kórházhoz. Kiderül, hogy a nő fia Yong-pyo, aki kórházban fekszik egy kisebb sérüléssel. Peter, valamint a főiskolai hallgatók is jelen vannak, akik Man-seobot szidják az önzése miatt. A diákok és helyi taxisofőrök nem engedik, hogy Peter kifizesse Man-seobot, addig, míg ő nem teljesíti a megállapodott utazást.
Man-seob beleegyezik, hogy Petert és Jae-siket (mint fordítót) átviszi Gwangjun keresztül. Az utcákon a tüntetők ételekkel és ajándékokkal üdvözlik őket. Egy épület tetejére érkezvén Peter videóra veszi az erőszakos tüntetéséket, és tanúja lesz annak, ahogy a katonák válogatás nélkül verik a tüntetőket. Ahogy az utca felé megy, civil-ruhás Védelmi Parancsnoksági (DSC) tisztek meglátják, és a vezető megparancsolja az embereinek, hogy tartóztassák le. A három férfinek sikerül meglógnia. Aznap este Man-seob taxija elromlik, és találkoznak egy helyi taxisofőrrel, Tae-sooval, aki elvontatja a kocsit, hogy megjavítsa. Man-seob, miután megtudja, hogy a gwangjui telefonvonalak nem működnek, és a fiatal lánya egyedül van, depressziós lesz. Tae-soo megengedi, hogy maradjanak éjszakára.
Miközben vacsoráznak, egy robbanást hallanak. Mint kiderül, a televízióállomást bombázták. Man-seob, Peter és Jae-sik odahajtanak, ahol Peter filmre veszi a zűrzavart. Azonban a civil ruhás tisztek felismerik Petert, és hármukat egy közeli épülethez üldözik, ahol Jae-siket elfogják, és túszul ejtik. Jae-sik azt kiabálja Peternek, bármi történjék terjessze el felvételt, majd elviszik a katonák. A DSC vezetője megtámadja Man-seobot, akit azzal vádol, hogy kommunista. Peter eszméletlenné teszi vezetőt, ezzel megmentve Man-seobot. A két férfi visszafut Tae-soo házához.
Hajnalban Man-seob elhajt, de előtte Tae-soo ad neki egy térképet a helyi rejtett utakról. Egy hamis gwangjui rendszámtáblát is ad neki, mivel már a katonák egy szöuli taxit keresnek. Man-seob egy közeli városba hajt, ahol a gwangjui eseményekről meghall egy riportot, amiben a média hamisan azt állítja, hogy a káoszt gazemberek és lázadók okozták. Man-seob bűntudattal telve felhívja a lányát, és elmondja neki, hogy hátra hagyott egy ügyfelet. Elhajt a gwagjui kórházba, ahol Petert sokkos állapotban találja, Tae-soo pedig Jae-sik holtteste felett sír. Man-seob emlékezteti Petert az ígéretére, hogy megmutatja a világnak, mi történik Dél-Koreában, és tovább bátorítja a filmezésre. Peter könnyes szemmel így tesz.
Ahogy elhagyják a kórházat, megállnak, hogy filmre vegyék, amint a katonák könyörtelenül civilekre lőnek. Man-seob és más taxisok, köztük Yong-pyoval megállnak, hogy a járműveikkel elállják az utat a katonák elől, megakadályozva ezzel a civilek bántalmazását. A katonák nem állnak meg, tovább folytatják a lövöldözést. Tae-soo arra ösztönzi Petert és Man-seobot, hogy menjenek el. A két férfi elhajt a helyszínről, és egy úthoz érnek, amit a katonák blokád alá vontak. Man-seob azt állítja, hogy Gwangjuból jött és egy külföldi üzletembert visz el a zűrzavarból. Egy fiatal katona rákeres a kocsira, és megtalálja a szöuli rendszámot, azonban erről a felfedezésről hallgat, és úgy dönt, elengedi őket. Ezután a katonák utasítást kapnak arra, hogy ne engedjék el a külföldieket, kapják el őket.
A tisztek Man-seobot és Petert üldözik. Folyamatosan lőnek a taxira, már majdnem sarokba szorítják őket, amikor a helyi taxisok vezetője, Tae-soo megmenti őket, aki figyelemelterelésként a katonai járművek felé hajt. A gwangjui taxisofőrök meghalnak az üldözésben, Tae-soo feláldozza magát, hogy Péter és Man-seob el tudjon menekülni.
A két férfinak sikerül eljutniuk a reptérre, ahol érzelmes búcsút vesznek egymástól. Péter elkéri Man-seob nevét és telefonszámát, ha esetleg még visszatérne Dél-Koreába. Man-seob habozik, de végül beírja Peter jegyzetfüzetébe. Péter elkerüli az ellenőrzést, és sikerül biztonságban elhagynia az országot.
Peter megmutatja a felvételt a feletteseinek, és a hír az egész világon elterjed. Elkezdi keresni Man-seobot, csakhogy egy másik újságíró azt mondta neki, hogy a megadott név és telefonszám hamis. Szöulban Man-seob boldogan találkozik ismét a lányával.
23 évvel később Peter a Gwanjui felkelés című riportjáért díjat nyer Dél-Koreában. A beszédében elmondja, hogy hálával tartozik Man-seobnak, és reméli, hogy még egyszer találkozik vele. Eközben Man-seob egy újságcikket olvas Peter beszédéről és eredményeiről. Man-seob elmondja, hogy hálás Peternek és neki is hiányzik. Éjszaka vezet, mikor elkezd esni a hó Szöulban.
Az epilógus szerint Peter megpróbálta megkeresni a taxisofőrt, aki Gwangjun keresztül vitte, de 2016-ban meghalt, mielőtt újra találkozhattak volna. A film azzal a felvétellel végződik, amikor az igazi Péter "Kim Sa-bok"-nak köszönetet mond.
|  | Itt a vége a cselekmény részletezésének! |

## Szereplők

### Főszereplők
- Song Kang-ho mint Kim Man-seob

Özvegy taxisofőr, aki együtt él a tizenegy éves lányával egy kis házban. Rendes munkásember, akit csak a családja megélhetése érdekel, a politika teljesem figyelmen kívül hagyja. A karakter egy valós taxisofőrön, Kim Sa-bokon alapul, aki Jürgen Hinzpetert Gwangjun keresztül vitte. Kim addig nem volt ismert, míg a filmet 2017-ben nyilvánosságra nem hozták. Ezt követte egy hatalmas anyagi és kritikai siker Dél-Koreában. Kim személyazonosságát fia, Kim-Seung-pil erősítette meg. A fiatal Kim megosztott egy fotót Jürgen Hinzpeterről és az apjáról. Mint kiderült, apja 1984-ben rákban halt meg, négy évvel a gwangjui események után.

- Thomas Kretschmann mint Jürgen Hinzpeter

Német riporter. A karakter egy néhai újságírón, Jürgen Hinzpeteren alapul, aki felvette, majd tudósította a gwangjui mészárlást.

## Fordítás
- Ez a szócikk részben vagy egészben  az   A Taxi Driver című angol Wikipédia-szócikk fordításán alapul.  Az eredeti cikk szerkesztőit annak laptörténete sorolja fel. Ez a jelzés csupán a megfogalmazás eredetét és a szerzői jogokat jelzi, nem szolgál a cikkben szereplő információk forrásmegjelöléseként.